# Tàu điện ngầm Thiên Tân

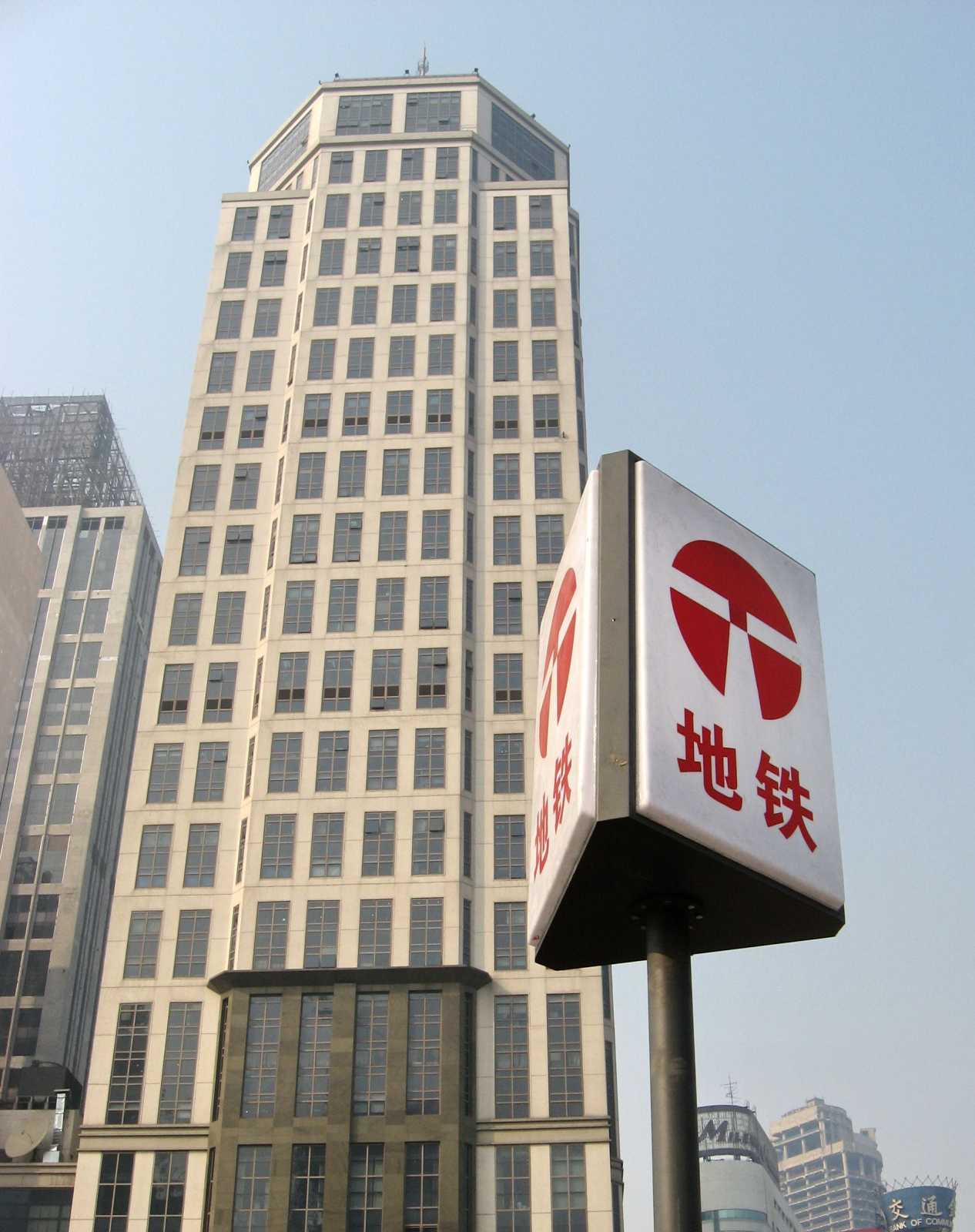
Biển báo tàu điện ngầm tại ga Ying Kou Dao

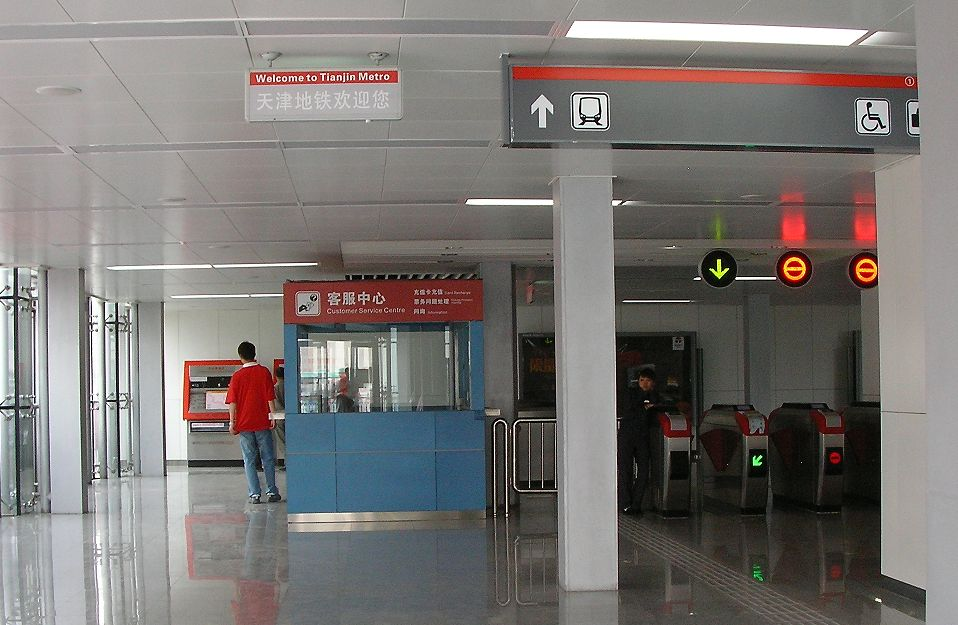
Lối vào ga Xi Nan Jiao

Tàu điện ngầm Thiên Tân là hệ thống vận tải đô thị nhanh tại Thiên Tân, thành phố trược thuộc trung ương của Trung Quốc. Được thành lập vào năm 1984, tuyến này bây giờ bao gồm 22 nhà ga. Hệ thống này hiện nay bao gồm một tuyến chạy theo hướng tây bắc-đông duy nhất. Nó là một tuyến ngoằn ngoèo và chủ yếu là dưới đất, chạy từ ga Liuyuan ở phía tây bắc đến ga Shuanglin ở phía đông.
Thiên Tân là thành phố thứ hai tại Trung Quốc, sau Bắc Kinh và trước tàu điện ngầm Thượng Hải có hệ thống vận chuyển nhanh.